# Elaeocarpus bullatus
Elaeocarpus bullatus är en tvåhjärtbladig växtart som beskrevs av C. Tirel. Elaeocarpus bullatus ingår i släktet Elaeocarpus och familjen Elaeocarpaceae. Inga underarter finns listade i Catalogue of Life.